# Bocanada
Bocanada ("Baforada") é o segundo álbum solo de estúdio do músico de rock argentino Gustavo Cerati, seu primeiro após o fim da banda Soda Stereo. Foi muito bem recebido pela crítica, tanto de especialistas como dos fãs.
O crítico mexicano David Cortés Arce considerou o álbum como fundamental na história do rock iberoamericano e do rock em Espanhol em geral. Já o portal de crítica musical Allmusic qualificou o álbum 4 1/2 estrelas de 5 possíveis.
A capa do disco foi produzida pela fotógrafa argentina Gaby Herbstein.

## Música
Um álbum de uma profunda raiz eletrônica, com elementos de rock alternativo, dream pop, neopsicodelia e traços experimentais. Cerati concebeu-o como uma só peça, na qual as canções não são individuais. Há tanto ritmos latinos (em «Tabú») como lentas criações psicodélicas («Beautiful») e traços de música electrônica («Paseo inmoral», «Perdonar es divino»).
Há também músicas instrumentais que originalmente iriam formar parte de um suposto lado-b instrumental do disco Sueño Stereo de sua ex-banda Soda Stereo.
Das sessões desse disco saiu «FunkFarron», que acabou sendo parte do projeto Roken.

## Faixas
| N.º            | Título                                                                                | Duração |  |
| 1.             | "Tabú" (Tabu)                                                                         | 4:47    |  |
| 2.             | "Engaña" (Engana)                                                                     | 4:12    |  |
| 3.             | "Bocanada" (Baforada)                                                                 | 4:07    |  |
| 4.             | "Puente" (Ponte)                                                                      | 4:33    |  |
| 5.             | "Río Babel" (Rio Babel)                                                               | 4:44    |  |
| 6.             | "Beautiful"                                                                           | 6:13    |  |
| 7.             | "Perdonar es Divino" (Perdoar é Divino)                                               | 5:19    |  |
| 8.             | "Verbo Carne" (Verbo Carne)                                                           | 4:42    |  |
| 9.             | "Raíz" (Raiz)                                                                         | 4:04    |  |
| 10.            | "Y Si El Humo Está en Foco..." (E Se o Fumo Está em Foco...)                          | 4:56    |  |
| 11.            | "Paseo Inmoral" (Passeio Imoral)                                                      | 5:31    |  |
| 12.            | "Aquí & Ahora (Los Primeros Tres Minutos)" (Aqui & Agora [Os Primeiros Três Minutos]) | 3:54    |  |
| 13.            | "Aquí & Ahora (Y Después)" (Aqui & Agora [E Depois])                                  | 2:38    |  |
| 14.            | "Alma" (Alma)                                                                         | 4:38    |  |
| 15.            | "Balsa" (Balsa)                                                                       | 5:05    |  |
| Duração total: | Duração total:                                                                        | 69:23   |  |

## Singles
- Raíz
- Puente
- Paseo inmoral
- Tabú
- Engaña
- Río Babel

## Videoclipes
- Puente
- Paseo inmoral
- Tabú
- Engaña
- Río Babel

Observação: Ligações levam ao clipe publicado no sítio do artista.

## Ficha técnica
Gravado no estúdio CasaSubmarina, Buenos Aires. Orquestra sinfônica gravada nos Estúdios Abbey Road, Londres.
- Gustavo Cerati - voz, guitarras, samplers, sintetizadores, teclados, baixo elétrico, efeitos, instrumentos adicionais, mixagem, produção